# RTÉ一點鐘新聞
《RTÉ一點鐘新聞》（英語：RTÉ News: One O'Clock）是愛爾蘭愛爾蘭廣播電視新聞部製作的新聞節目，在每日13:00於RTÉ One播出。這節目於愛爾蘭廣播電視啟播當日（1989年10月16日）首播。